# HD 199260
HD 199260 è una stella bianco-gialla nella sequenza principale di magnitudine 5,7 situata nella costellazione del Capricorno. Dista 69 anni luce dal sistema solare.

## Osservazione
Si tratta di una stella situata nell'emisfero celeste australe; grazie alla sua posizione non fortemente australe, può essere osservata dalla gran parte delle regioni della Terra, sebbene gli osservatori dell'emisfero sud siano più avvantaggiati. Nei pressi dell'Antartide appare circumpolare, mentre resta sempre invisibile solo in prossimità del circolo polare artico. La sua magnitudine pari a 5,7 la pone al limite della visibilità ad occhio nudo, pertanto per essere osservata senza l'ausilio di strumenti occorre un cielo limpido e possibilmente senza Luna.
Il periodo migliore per la sua osservazione nel cielo serale ricade nei mesi compresi fra fine giugno e novembre; nell'emisfero sud è visibile anche per tutta la primavera, grazie alla declinazione boreale della stella, mentre nell'emisfero nord può essere osservata limitatamente durante i mesi della tarda estate boreale.

## Caratteristiche fisiche
La stella è una bianco-gialla nella sequenza principale; possiede una magnitudine assoluta di 4,09 e la sua velocità radiale positiva indica che la stella si sta allontanando dal sistema solare. Era stata segnalata come binaria, con una compagna con periodo di 1,36 anni, tuttavia osservazioni successive non hanno confermato la duplicità, rivelandosi un artefatto.